# HTTP 301
Код состояния HTTP 301 или Moved Permanently (с англ. — «Перемещено навсегда») — стандартный код ответа HTTP, получаемый в ответ от сервера в ситуации, когда запрошенный ресурс был на постоянной основе перемещён в новое месторасположение, и указывающий на то, что текущие ссылки, использующие данный URL, должны быть обновлены. Адрес нового месторасположения ресурса указывается в поле Location получаемого в ответ заголовка пакета протокола HTTP. В RFC 2616 указано, что:
- если у клиента есть возможность редактирования ссылки, то ему следует обновить все ссылки на запрашиваемый URL;
- запрос кэшируется[1];
- в случае, если метод запроса был не HEAD, то содержимое должно включать в себя небольшое гипертекстовое примечание с гиперссылкой на новый URL;
- если код состояния 301 был получен в ответ на запрос любого другого типа, кроме GET или HEAD, то клиент должен спросить пользователя о перенаправлении.

## Примеры
Запрос клиента:
```
GET /index.php HTTP/1.1
Host: www.example.org
```

Ответ сервера:
```
HTTP/1.1 301 Moved Permanently 
Location: 
http://www.example.org/index.asp
```

Примеры перенаправления для веб-сервера Apache:
Использование файла .htaccess для перенаправления на ресурс, работающий на протоколе шифрования SSL:
```
RewriteEngine On
RewriteCond %{HTTPS} off
RewriteCond %{HTTP_HOST} ^www\.(.*)$ [NC]
RewriteRule ^(.*)$ 
https://%1/$1
 [R=301,L]
RewriteCond %{HTTPS} on
RewriteCond %{HTTP_HOST} ^www\.(.*)$ [NC]
RewriteRule ^(.*)$ 
https://%1/$1
 [R=301,L]
RewriteCond %{SERVER_PORT} 80
RewriteRule ^(.*)$ 
https://%{SERVER_NAME}%{REQUEST_URI}
 [R=301,L]
```

Перенаправление с нежелательных сайтов в .htaccess
```
RewriteEngine on
RewriteCond %{HTTP_REFERER} ^
http://(site.ru%7Csite2.ru%7Csite3.ru)
 [NC]
RewriteRule \.(rar|zip)$ 
http://example.com/
 [R,L]
```

Пример использования перенаправления в PHP:
```
<?php

 
header
(
"HTTP/1.1 301 Moved Permanently"
);

 
header
(
"Location: http://example.com/newpage.html"
);

 
exit
();

?>

```

Примеры перенаправления для веб-сервера nginx:
-
Перенаправление с веб-страницы.
```
location /old/url/ {
   return 301 /new/url;
}
```

Перенаправление с нескольких несуществующих веб-страниц или путей на главную.
```
location ~* (wp-*|admin*|plugins|install*|components|cli|logs|cache|modules|tmp) {
   return 301 $scheme://example.com;
}
```

Перенаправление с нежелательных сайтов. Помещается внутри server {}.
```
if ($http_referer ~* (site1.ru|site2.com|site3*) ) {
   return 301 
http://example.com/
;
}
```

Перенаправление с www.
```
server {
   server_name www.example.com;
   return 301 
http://example.com$request_uri
;
}
```

Перенаправление со старого домена на новый.
```
server {
  server_name www.example.com example.com;
return 301 $scheme://example.com$request_uri;
}
```

## Поисковые системы
Google рекомендует использовать код состояния 301 для изменения URL страницы так, как она показана в результатах поиска.
Яндекс также рекомендует использовать код состояния 301 при перенаправлении страниц.
С точки зрения SEO, именно код состояния 301 сообщает поисковым роботам, что нужно объединить два разных адреса в один, где основным будет тот, на который и происходит перенаправление.
Поисковые системы также рекомендуют настраивать данное перенаправление с дополнительных зеркал на основное, например, когда сайт одновременно доступен по адресам с www и без www или использует защищённый протокол (https), но также доступен по http.